# Murad Adigozelzade
Murad Adigozelzade (en azerí: Murad Adıgözəlzadə; Bakú, 20 de noviembre de 1973) es un pianista de Azerbaiyán, jefe de la Filarmónica Estatal de Azerbaiyán, Artista del pueblo de la República de Azerbaiyán (2011).

## Biografía
Murad Adigozelzade nació el 20 de noviembre de 1973 en Bakú. En 1990 participó en el concurso internacional de pianistas en Alemania. Dio conciertos en Turquía en el mismo año. En 1991 ingresó a la Academia de Música de Bakú.En 1996-1998 continuó su educación en la escuela superior de música de Alemania. Después estudió en el Conservatorio de Moscú, alumno de Elisso Virssaladze, en los años 1998-2000. 
Desde 2004 es solista de la Filarmónica Académica del Estado de Moscú. Murad Adigozelzade es jefe de la Filarmónica Estatal de Azerbaiyán. También enseñó en la Academia de Música de Bakú. En 2011 recibió el título “Artista del pueblo de la República de Azerbaiyán”.

## Filmografía
- Heyder Aliyev (2006)

## Premios y títulos
- Artista de Honor de Azerbaiyán (2005)
- Artista del pueblo de la República de Azerbaiyán (2011)